# Addison Baker
Addison Earl Baker (Chicago, 4 febbraio 1920 – Ploiești, 1º agosto 1943) è stato un militare e aviatore statunitense, decorato con la Medal of Honor alla memoria nel corso della seconda guerra mondiale.

## Biografia

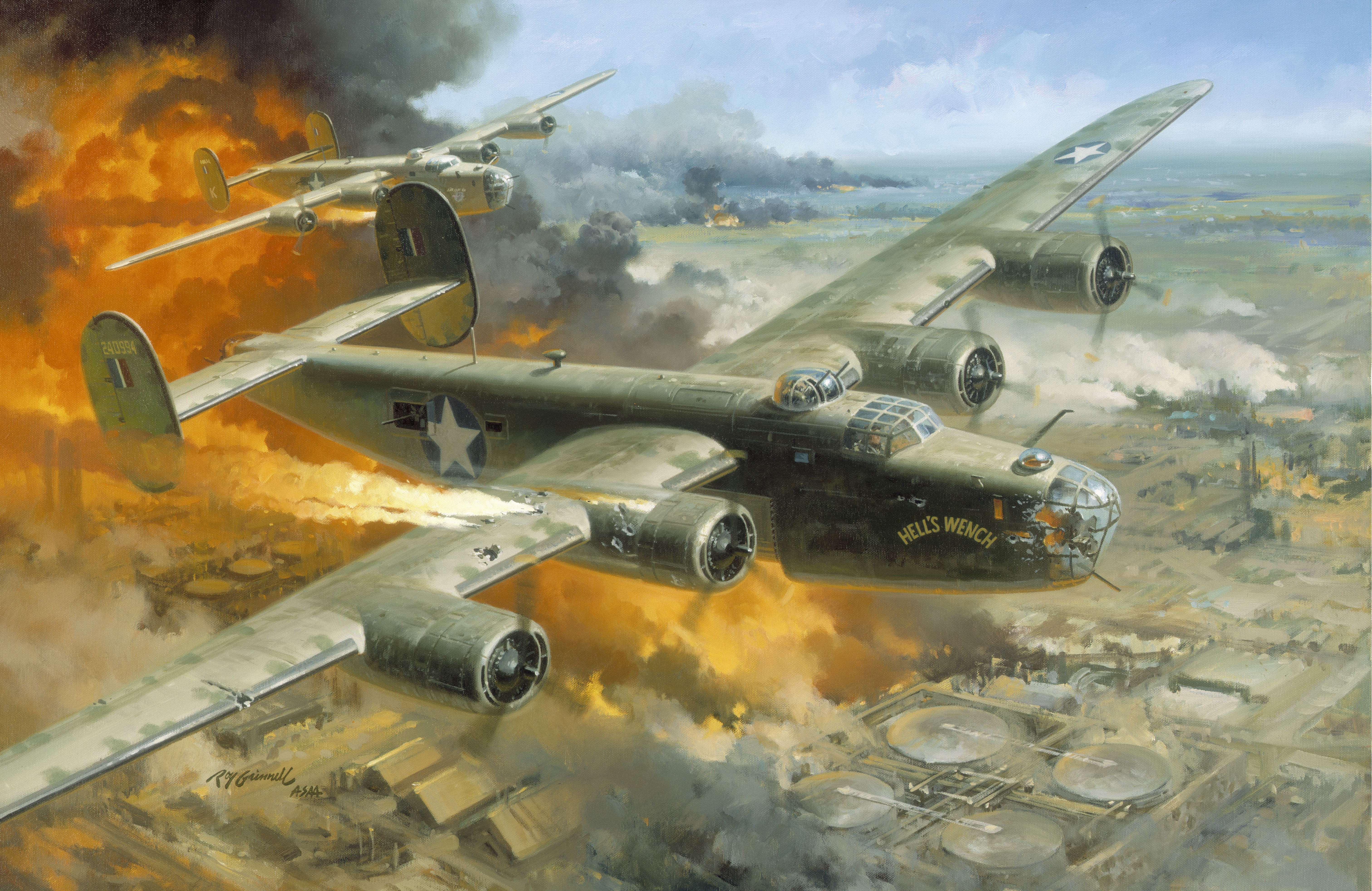
Dipinto di Roy Grinnell Fire over Ploesti che rappresenta l'aereo di Jerstad e Baker in volo su Ploiești.

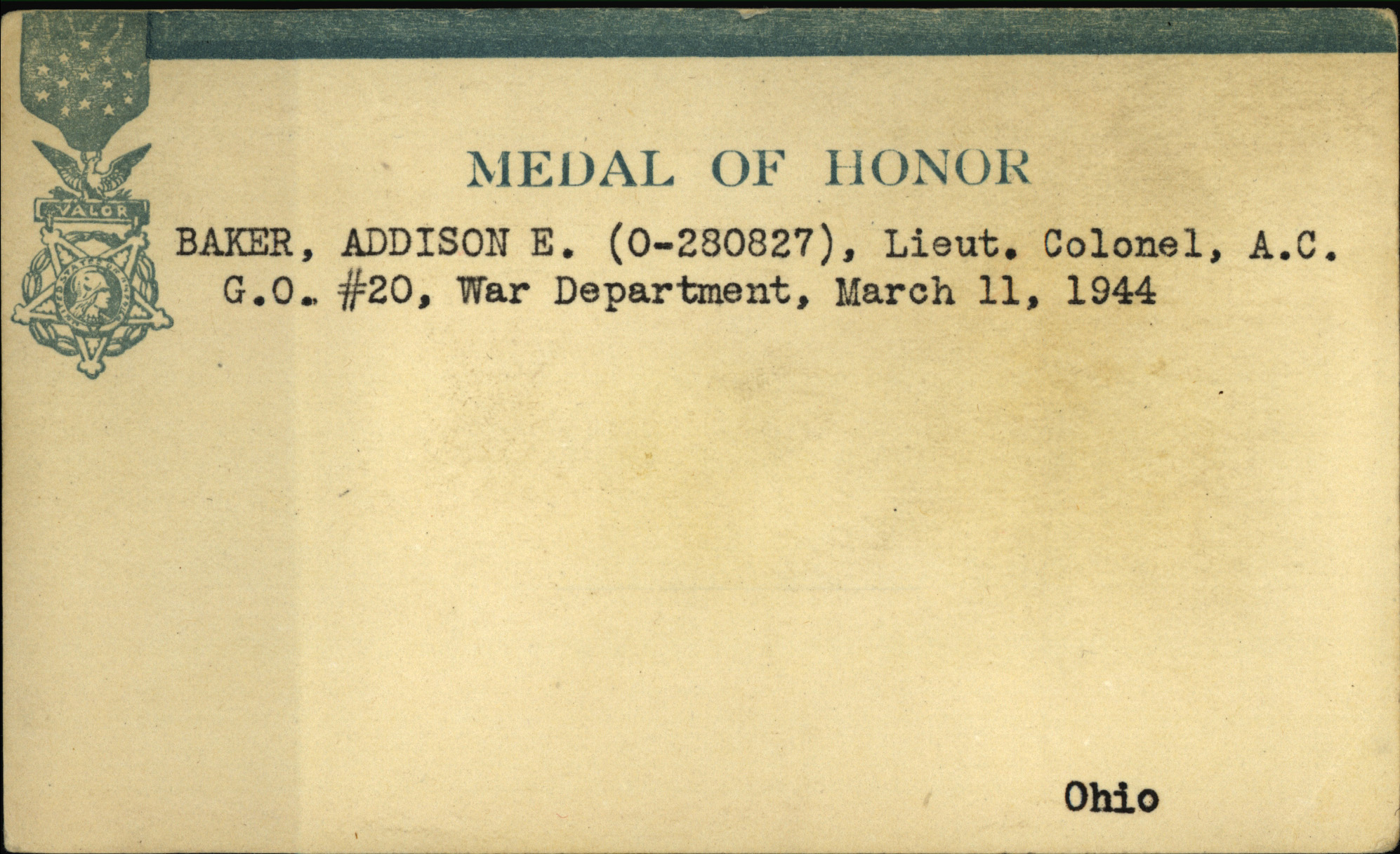
Medal of Honor di Addison Baker, 11 marzo 1944.

Nacque a Chicago, Illinois, il 1° gennaio 1907. Poco tempo dopo, la sua famiglia si trasferì a Coventry Township, a sud di Akron, Ohio, quando suo padre trovò lavoro presso l'azienda BF Goodrich. Frequentò la Central High School di Akron, ma abbandonò presto la scuola e si arruolò nell'US Army a Fort Hayes, Columbus,  il 17 gennaio 1929. Dopo aver prestato servizio per un anno presso Fort Crockett a Galveston, in Texas, frequentò la scuola di volo a Brooks e Kelly Fields, ottenendo il brevetto di pilota il 27 febbraio 1931 e in quello stesso giorno fu nominato sottotenente.  Nel febbraio 1932, lasciò il servizio attivo passando nella nell'Officers' Reserve Corps. Il 6 luglio 1934, fu arruolato nella Guardia Nazionale del Michigan, dove prestò servizio fino al 5 ottobre 1935. Successivamente fu trasferito alla Guardia Nazionale dell'Ohio e il 15 aprile 1936 fu assegnato al 112th Observation Squadron sulla base aerea di Pope nella Carolina del Nord, venendo promosso capitano.
Il 25 novembre 1940 fu richiamato in servizio attivo nell'United States Army Air Force. Dopo l'entrata nella seconda guerra mondiale degli Stati Uniti d'America fu promosso al grado di tenente colonnello. Nel febbraio 1942 fu assegnato al 93rd Bombardment Group (Heavy), appena costituito sulla base aerea di Barksdale in Louisiana, venendo promosso maggiore nel mese di maggio.
Durante l'estate del 1943 era di stanza in Nord Africa al comando del 328th Bomber Squadron del 93rd Bomber Group (Heavy) equipaggiato con i bombardieri Consolidated B-24 Liberator.
Il 1° agosto 1943 prese parte all'Operazione Tidal Wave contro le raffinerie petrolifere di Ploiești, in Romania. Quel giorno un totale di 117 bombardieri B-24 Liberator con oltre 1.700 aviatori a bordo decollarono da un aeroporto vicino a Bengasi, in Libia. 
Le locali raffinerie fornivano quasi un terzo del petrolio che serviva ai tedeschi; i comandanti alleati speravano che la loro distruzione avrebbe inferto un colpo decisivo al corso della guerra.
Ciò che rendeva la missione così rischiosa era la massiccia difesa delle raffinerie. Per preservare l'elemento sorpresa, i 117 bombardieri pesanti avrebbero volato a bassa quota per eludere i radar tedeschi, esponendosi così a distanza ravvicinata alle mitragliatrici antiaeree. La difficoltà di pilotare il B-24 a bassa quota richiedeva la presenza di due piloti, ed egli aveva come copilota il maggiore John "Jack" Jerstad.
Il loro fu il primo aereo della seconda delle cinque formazioni a volare per 18 ore lungo il percorso di andata e ritorno di 2.400 miglia. Avvicinandosi all'area bersaglio, lui e diversi altri piloti notarono che il pilota capo della missione, il colonnello Keith Karl Compton, aveva virato nel punto sbagliato e si stava dirigendo verso Bucarest invece che verso Ploiești. I registri della missione mostrarono che Compton non rispose alle chiamate che lo avvisavano dell'errore, e quindi egli ruppe la formazione e riportò il resto degli aerei del 93rd Bomber Group sulla rotta giusta. 
Il suo B-24 Liberator fu il primo bombardiere a raggiungere l'obiettivo. Durante l'avvicinamento, lo Hell's Wench fu colpito dal fuoco dell'artiglieria contraerea rimanendo gravemente danneggiato e in fiamme.
Il pilota si trovava su un terreno in cui avrebbero potuto abbandonare la missione e tentare un atterraggio di fortuna, ma lui e il maggiore Jerstad scelsero invece di guidare l'attacco e sganciare le bombe sul bersaglio completando con successo la missione.
Dopo aver sganciato le bombe, i due piloti tentarono di salire di quota a sufficienza per permettere all'equipaggio di lanciarsi in sicurezza con il paracadute. Il B-24 Hell's Wench rimase gravemente danneggiato e precipitò in fiamme senza che vi fossero superstiti. 
I resti del tenente colonnello Baker furono recuperati dopo l'incidente ma non identificati. La salma fu inizialmente sepolta nella Sezione degli Eroi del Cimitero Civile e Militare di Bolovan, in Romania.
Il 2 marzo 1944, la vedova e i suoi genitori ricevettero la Medal of Honor a suo nome dal generale di brigata Uzal Girard Ent durante una cerimonia presso la Prima Chiesa Presbiteriana di Akron. La medaglia si trova ora al National Museum of the United States Air Force presso la base aerea di Wright-Patterson Air Force Base, in Ohio.
Secondo la Defense POW/MIA Accounting Agency , nel 2017, la DPAA ha iniziato a riesumare resti sconosciuti, ritenuti associati ad aviatori dispersi durante l'Operazione Tidal Wawe. Questi resti sono stati inviati al laboratorio DPAA presso la base aerea di Offutt, in Nebraska, per essere esaminati e identificati.
Grazie al lavoro dedicato degli scienziati del DPAA, i resti del tenente colonnello Baker sono stati identificati con certezza l'8 aprile 2022, utilizzando il DNA dei familiari viventi. 
Il 12 settembre 2022 un carro trainato da cavalli trasportò la salma del tenente colonnello Addison Earl Baker lungo una strada asfaltata del Cimitero nazionale di Arlington, dove fu sepolto con tutti gli onori militari (Sezione 403, Sito 78).
Il nome del tenente colonnello Baker è inciso sulle lapidi dei dispersi del Florence American Cemetery and Memorial a Impruneta, in Italia. Come da tradizione, una coccarda fu posta accanto al suo nome per indicare il suo ritrovamento.
Cinque uomini che parteciparono all'Operazione Tidal Wave furono insigniti della Medal of Honor: il tenente colonnello Addison Baker, il maggiore John Jerstad, il tenente Lloyd Herbert Hughes, il colonnello Leon William Johnson e il colonnello John Riley Kane.

### Annotazioni
1. ↑  Tre anni dopo il suo arruolamento,  sposò la signorina Frances Rodgers e poi prestò servizio per un certo periodo a Selfridge Field, nel Michigan.

### Fonti
1. 1 2 3 4 5 6 7 8 9 10 11 12 13 14 15 16 17 18 19 20 21 22 23 24 25  Herocards.
2. ↑  Congressional Medal of Honor Society.
3. 1 2 3 4 5 6 7  Air Force Historical Support Division.
4. 1 2  Findagrave.
5. 1 2 3  Valor Military Times.
6. 1 2 3  U.S. Department of Defense.
7. ↑  (EN) Medal of Honor Pilot Accounted For From World War II (Baker, A.), su Defense POW/MIA Accounting Agency, 13 aprile 2022. URL consultato il 13 aprile 2022.
8. ↑  (EN) Medal of Honor recipient Lt. Col. Addison Baker to be laid to rest at Arlington National Cemetery nearly 80 years after death, su American Battle Monuments Commission, 14 settembre 2022. URL consultato l'11 ottobre 2022.
9. ↑  American Air Museum